# Lou Brock
Louis Clark Brock, detto Lou (El Dorado, 18 giugno 1939 – St. Louis, 6 settembre 2020), è stato un giocatore di baseball statunitense di ruolo esterno nella Major League Baseball (MLB). Fu inserito nella National Baseball Hall of Fame nel 1985, al suo primo anno di eleggibilità.

## Carriera
Brock iniziò la sua carriera di anni nella Major League Baseball nel 1961 con i Chicago Cubs, trascorrendone la maggior parte come esterno sinistro con i St. Louis Cardinals. Noto in particolar modo per avere superato il record assoluto di Ty Cobb di basi rubate nel 1977, fu convocato per sei All-Star Game e guidò la National League (NL) in basi rubate per otto stagioni. Guidò inoltre la NL in doppi e tripli nel 1968. Nel 1974 si piazzò al secondo posto nel premio di MVP della National League. Con i Cardinals vinse per due volte le World Series, nel 1964 e nel 1967. Nel 1999, The Sporting News lo inserì al 58º posto nella classifica dei migliori cento giocatori di tutti i tempi.

## Palmarès

### Club
- World Series: 2

St. Louis Cardinals: 1964, 1967

### Individuale
- MLB All-Star: 6

1967, 1971, 1972, 1974, 1975, 1979
- Leader della National League in basi rubate: 8

1966–1969, 1971–1974
- Numero 20 ritirato dai St. Louis Cardinals
- Club delle 3.000 valide